# Томбалбай, Франсуа
Франсуа Томбалбай или Нгарта Томбалбай (фр. François (N'Garta) Tombalbaye, 15 июня 1918, Бесада — 13 апреля 1975, Нджамена) — чадский политический деятель, первый Президент Республики в 1960—1975 годах. Будучи авторитарным лидером, Томбалбай запрещал политические партии, подавлял оппозицию и держал во власти выходцев из своего клана. Он попытался провести программу африканизации, которая лишь усугубила разрыв между мусульманским севером и христианским югом и по итогу привела к гражданской войне. Его раскольническая политика на посту президента привела к модели диктаторского режима и политической нестабильности в стране, которые по-прежнему актуальны в современном Чаде.

## Биография
Родился 15 июня 1918 года в деревне Бесада (близ Кумры) префектуры Среднее Шари в южной части французской колонии Чад в семье этнической группы сара. Окончил средние школы в Форт-Аршамбо (ныне Сарх) и в Браззавиле (Французское Конго). В 1942 году начал свою карьеру как школьный учитель в школах столицы колонии Форт-Лами (ныне Нджамена) и Форт-Аршамбо, одновременно занимаясь частным предпринимательством. Выдвинулся как профсоюзный активист. В 1946 году был избран территориальным советником — членом Территориальной ассамблеи французской Заморской территории Чад. В 1947 году участвовал в создании Прогрессивной партии Чада (Parti progressiste Tchadien, PPT) — секции Демократического объединения Африки и стал одним из её лидеров. В 1951 году сложил полномочия территориального советника. В 1952 году вошёл в Большой совет Французской Экваториальной Африки. В 1952 году Томбалбай стал одним из основателей и возглавил Союз автономных профсоюзов Чада. Одновременно в 1952—1959 годах был управляющим Кредитного общества Экваториальной Африки и службы почты и телеграфа, затем стал управляющим общества радиовещания Французских заморских территорий (Браззавиль). В 1957—1959 годах — Вице-президент Правительственного совета Французской Экваториальной Африки.

## Во главе автономии (1959—1960)
С 26 марта 1959 года Премьер-министр Автономной Республики Чад в составе Французского сообщества. Он стал четвёртым за четыре месяца главой временного правительства автономии после того, как ни одна из партий не сумела получить большинства в Законодательной ассамблее. 31 мая 1959 года проводятся новые парламентские выборы и Прогрессивная партия Чада получает 57 депутатских мандатов из 85. 16 июня 1959 Франсуа Томбалбай приносит присягу как полноправный глава правительства Автономной Республики Чад. Он получает ограниченную метрополией власть над одной из самых бедных и слабозаселенных колоний Франции. Население автономии составляет около 2 600 000 человек, в столице Форт-Лами проживают всего 30 000 жителей. Три четверти экспорта страны даёт хлопок, который скупает и вывозит из страны французская компания «Котонфран». Кроме хлопка Чад обладает только большим поголовьем крупного рогатого скота. Хозяйство автономии убыточно и дефицит покрывается за счёт субсидий Франции.
На политической арене Томбалбаю и Прогрессивной партии Чада противостоят мусульманские партии, представляющие север страны. Самая влиятельная из них — Африканское националистическое движение — настаивает на разделе автономии и образовании на её территории исламского государства. 1 февраля 1960 года пять мусульманских партий создают Африканскую национальную партию, которая выступает против предоставления Чаду независимости до решения национальной проблемы. Создание АНП, которую возглавляет Министр юстиции в автономном правительстве Д. Кераллах вызывает отрицательную реакцию Томбалбая. Он прилагает усилия к достижению независимости — 2 февраля 1960 года Томбалбай на встрече в Банги (Центральноафриканская республика) поддерживает решение автономий Французской Экваториальной Африки просить Президента Франции генерала де Голля о предоставлении им независимости. Там же Томбалбай соглашается на вступление Чада в Союз Республик Центральной Африки (ЮРАС) вместе с ЦАР и Конго. 15 апреля Законодательное собрание Чада, в котором большинство мест имеет ППЧ, принимает решение добиваться независимости и призывает Францию предоставить автономии «максимум суверенитета». В мае Томбалбай принимает в Форт-Лами конференцию Союза Республик Центральной Африки и подписывает Устав ЮРАС, который передаёт в компетенцию союза вопросы внешней политики, обороны, связи, финансов и пр. Однако 4 июля на переговоры с Францией в Париже Чад, как и все автономии, выходит самостоятельно, фактически отказавшись от Союза. 12 июля Чад вместе с ЦАР и Конго подписывает с Францией соглашение о предоставлении независимости, а 30 июля — соглашение о передаче компетенций Французского сообщества Чаду и о присоединении Чада к Сообществу.
11 августа 1960 года Чад становится независимым государством.

## Первый президент Республики Чад
С 11 августа 1960 года — Президент независимой Республики Чад. После получения Чадом независимости ввёл в стране однопартийную систему. Внутренняя политика Томбалбая на посту президента привела к значительному росту социальной и межэтнической напряженности, созданию нескольких сильных групп вооруженной оппозиции (включая ФРОЛИНА) и эскалации гражданской войны.
В начале 1970-х годов президент Томбалбай активно критиковал действия армии Чада в гражданской войне, часто проводил чистки и перестановки. Так, в марте 1975 года Томбалбай приказал арестовать нескольких высших офицеров как подозреваемых в попытке государственного переворота. 13 апреля 1975 года нескольким подразделениям жандармерии Нджамены под руководством молодых офицеров удалось организовать военный переворот, в результате которого Томбалбай погиб, когда повстанцы штурмовали президентский дворец. 
Его тело было тайно похоронено в Фае.